# باولا دياز
باولا دياز (بالإسبانية: Paola Díaz)‏ هي تريثلت مكسيكية، ولدت في 18 يناير 1992 في مدينة مكسيكو في المكسيك.